# Tóth Máté (energiajogász)
Tóth Máté (Kiskunfélegyháza, 1984 -) ügyvéd, energetikai szakjogász, közgazdász, író.

## Családja
Apai nagyapja a Félegyházi Közlöny főszerkesztője, nyomdavezető, anyai nagyapja agrármérnök volt.

## Tanulmányai
A kiskunfélegyházi Dózsa György Általános Iskola után a Móra Ferenc Gimnázium hatosztályos tanrendű osztályában érettségizett. Budapesten, az ELTE ÁJK-n szerzett jogi diplomát, majd a brnói Masaryk Egyetemen végzett. A bostoni Suffolk Universityn LLM (Master of Law) fokozatot szerzett. Gazdaságtudományi doktori (PhD) fokozatot a SZIE doktori iskola angol nyelvű, SzEEDSM Doctoral Program in Business Administration Sciences programján kapta.
2014-ben a Budapesti Corvinus Egyetemen, a Regionális Energiagazdasági Kutatóközpont (REKK) Energiagazdász képzésében, az energetikai szabályozás oktatója volt.

## Szakmai pályafutása
2007 és 2011 között a Faludi Wolf Theiss ügyvédi iroda ügyvédjelöltje volt, majd 2011 és 2015 között már ügyvédként dolgozott, ezt követően szenior ügyvédként praktizált 2015-től 2017-ig. A Rátky és Társa Ügyvédi Irodának 2017 óta partnere.
Associated European Energy Consultants (AEEC) szervezet magyarországi partner irodája a Rátky és Társa Ügyvédi Iroda.
Három egyetemen tanít saját tárgyakat: A Budapesti Corvinus Egyetemen, a Regionális Energiagazdasági Kutatóközpont (REKK) energiagazdász képzésen közgazdászokat, a Matthias Corvinus Szakkollégiumban jogászokat, és a Pécsi Tudományegyetem atomenergetikai szakjogász és energetikai szakjogász képzésén szintén jogászokat.
Három egyetemen tanít saját tárgyakat: A Budapesti Corvinus Egyetemen, a Regionális Energiagazdasági Kutatóközpont (REKK) energiagazdász képzésen közgazdászokat, a Matthias Corvinus Szakkollégiumban jogászokat, és a Pécsi Tudományegyetem atomenergetikai szakjogász és energetikai szakjogász képzésén szintén jogászokat.
2019-ben a Wolters Kluwer Év jogásza díjat nyerte el, energiajog kategóriában, a “Közjog és magánjog határán: a gyakorlaton fordítani” című pályázatával.

## Civil tevékenysége
2012-től a Magyar Energetikai Társaság (MET) Ifjúsági Tagozatának  tagja.
2014-től a MET Interdiszciplináris Tagozatának  elnöke.
2021. január 25-től a Magyar Energetikai Társaság elnökségi tagja.
2022-től a Védett Társadalom Alapítvány Budapest Bizottságának vezetője.

## A Fordulat című könyve
2021-ben jelent meg Dr. Tóth Máté: Fordulat Egy progresszív kezdet mítosza című könyve. (ISBN 9786150123844).
A könyv honlapjának fülszövege szerint: "A Fordulat egy veszélyes „coming out”, méghozzá a hidegebbik fajtából: tesz a divatos nyugati társadalmi-politikai toposzokra és kötelező körökre, több kiadó visszakozott ezért a kiadásától." A szerző saját ajánlója szerint "a Fordulat a megszokással, közmegegyezéssel, kellemes kispolgári kimértséggel összeegyeztethetetlen nyugtalanságot, rossz lelkiismeretet, feszültséget okozhat. Itt semmi sem lesz politikailag korrekt, vagyis „PC”."
A forgalmazó könyvkereskedők ajánlójában ez szerepel többek közt a könyvről: "A Fordulat egy hihetetlenül mély, mégis olvasmányos létszemléleti-világnézeti könyv, ami a jogtól, energetikától, államtudománytól, klímakérdéstől a közgazdaságon át a történelemig, vallástörténetig és a filozófiáig terjedően fejt ki egy saját, egységes paradigmát."
A könyv saját honlapot és saját közösségi oldalt is kapott.

## Publikációi, cikkei
Tóth Máté könyv–, tanulmány– és szakcikkei publikációs jegyzéke
- Fordulat – Egy progresszív kezdet mítosza  (Boreas Kiadó, Budapest) 2021– ISBN 9786150123844[19]
- A közösségi közműszolgáltatás megszervezésének egyes szabályozási kérdéseiről – Pro Publico Bono – Magyar Közigazgatás, 2015 április
- A hosszú-távú szerződések jövője a villamos energia – Energiapolitikai Füzetek XXX., GKI Energiakutató, 2014 október
- A magyar megújuló villamosenergia-termelés aktuális szabályozási kérdései – ENELKO-SZÁMOKT 2014
- Gondolatok az integrált, nonprofit vezetékes közműszolgáltató létrehozásának és üzemeltetésének egyes szabályozási kérdéseiről, Magyar Energetikai Társaság Interdiszcipliáris Tagozata, 2014
- A hatósági árak kérdőjele a XXI. század magyar energiaszektorában – Magyar Energetika, 2013
- A hazai szélenergia-szabályozás iránya és tanulságai az új támogatási séma hajnalán – Magyar Energetika, 2012/5
- Megújuló energia – a jog is megújul? A megújuló energiaforrásokból termelt villamos energia szabályozási környezetének fejlődése – West-Hungarian University annual, 2010
- A vér erősebb a víznél… és a gyógyszernél? – Focus Medicinae, 2008/3
- A termékfelelősség mint sui generis felelősségi alakzat specifikumai  – ELTE ÁJK TDK Annual, 2008
- Termékfelelősség Magyarországon és az Európai Unióban, reciprocitás a termékbiztonsággal – Országgyűlés Hivatala, 2007.
- Az orvos és a kórház termékfelelőssége a vérért – Focus Medicinae, 2007/1
- A gyógyszerész termékfelelőssége – Gyógyszerészet, 2007/6

## Médiaszereplések
Tóth Máté nevéhez számos energetikai tárgyú hazai és külföldi előadás, tanulmány, állásfoglalás, publikáció fűződik.
Személyes blogja az "Az energiajogász"